# Dysschema aglaura
Dysschema aglaura là một loài bướm đêm thuộc phân họ Arctiinae, họ Erebidae.